# Kitale
Kitale est le chef-lieu du district de Trans-Nzoia, dans la province de la vallée du Rift au Kenya. Située entre le mont Elgon et les collines de Cherengani, sa population était de 63 245 habitants au recensement de 1999 et est estimée à 84 526 habitants en 2012.

## Histoire
Fondée en 1908 par des colons blancs, la ville s'est développée à partir de 1926 quand le chemin de fer venant d'Eldoret l'a atteint.

## Économie
C'est un important centre agricole où sont cultivés le tournesol, le thé, le café, les fèves et le maïs.

## Tourisme
Le National Museum of Western Kenya, musée d'histoire naturelle créé en 1926 par le lieutenant-colonel Hugh Stoneham, y est situé. Le parc national de Saiwa Swamp, le plus petit du pays avec une superficie de 3 km2, est situé non loin de Kitale. Il a été créé en 1974 pour servir d'habitat au sitatunga, la plus aquatique des antilopes.

## Religion
Kitale est le siège d'un diocèse catholique érigé le 3 avril 1998.

## Personnalités locales
- Paul Ereng (1967-), champion olympique du 800 mètres en 1988.
- Ikal Angelei, écologiste.